# نایل محمدیاروف
نایل محمدیاروف (روسی: Наиль Нариманович Мухамедьяров؛ زادهٔ ۸ دسامبر ۱۹۶۲) وزنه‌بردار اهل اتحاد جماهیر شوروی سوسیالیستی بود.
وی در مسابقات کشوری و بین‌المللی در مجموع برندهٔ ۱ مدال نقره شده‌است.